# Aya Shimokozuru
Aya Shimokozuru (下小鶴 綾, Shimokozuru Aya, Nagaokakyo, 7 juni 1982) is een Japans voormalig voetbalster.

## Carrière
Shimokozuru speelde voor onder meer Speranza FC Takatsuki.
Zij nam met het Japans vrouwenvoetbalelftal deel aan de Olympische Zomerspelen in 2004. Japan werd uitgeschakeld in de eerste knock-outronde door de Verenigde Staten. Daar stond zij opgesteld in alle drie de wedstrijden van Japan.

## Statistieken
| Japans vrouwenvoetbalelftal | Japans vrouwenvoetbalelftal | Japans vrouwenvoetbalelftal |
| Jaar                        | Wed.                        | Dlp.                        |
| --------------------------- | --------------------------- | --------------------------- |
| 2004                        | 10                          | 0                           |
| 2005                        | 5                           | 0                           |
| 2006                        | 11                          | 0                           |
| 2007                        | 1                           | 0                           |
| 2008                        | 1                           | 0                           |
| Totaal                      | 28                          | 0                           |